# KR-völlur
A KR-völlur egy izlandi stadion, mely az elsőosztályú KR Reykjavík csapatának otthona.
A többnyire labdarúgásra használt létesítmény 1984 óta a KR Reykjavík otthona. A 2781 férőhelyes stadion Reykjavík nyugati részén található.

## Adatok
- Pálya mérete: 105 x 68 m
- Nyitómérkőzés: 1951. július 18.: KR - Vålerenga (3 - 2)
- Nézőcsúcs: 1998. szeptember 26.: KR - ÍBV (5400 néző)
- Átlag nézőszám: 1873 néző (2007-es bajnokság)

## Galéria

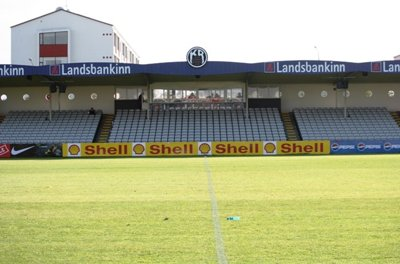
A stadion 2007-ben
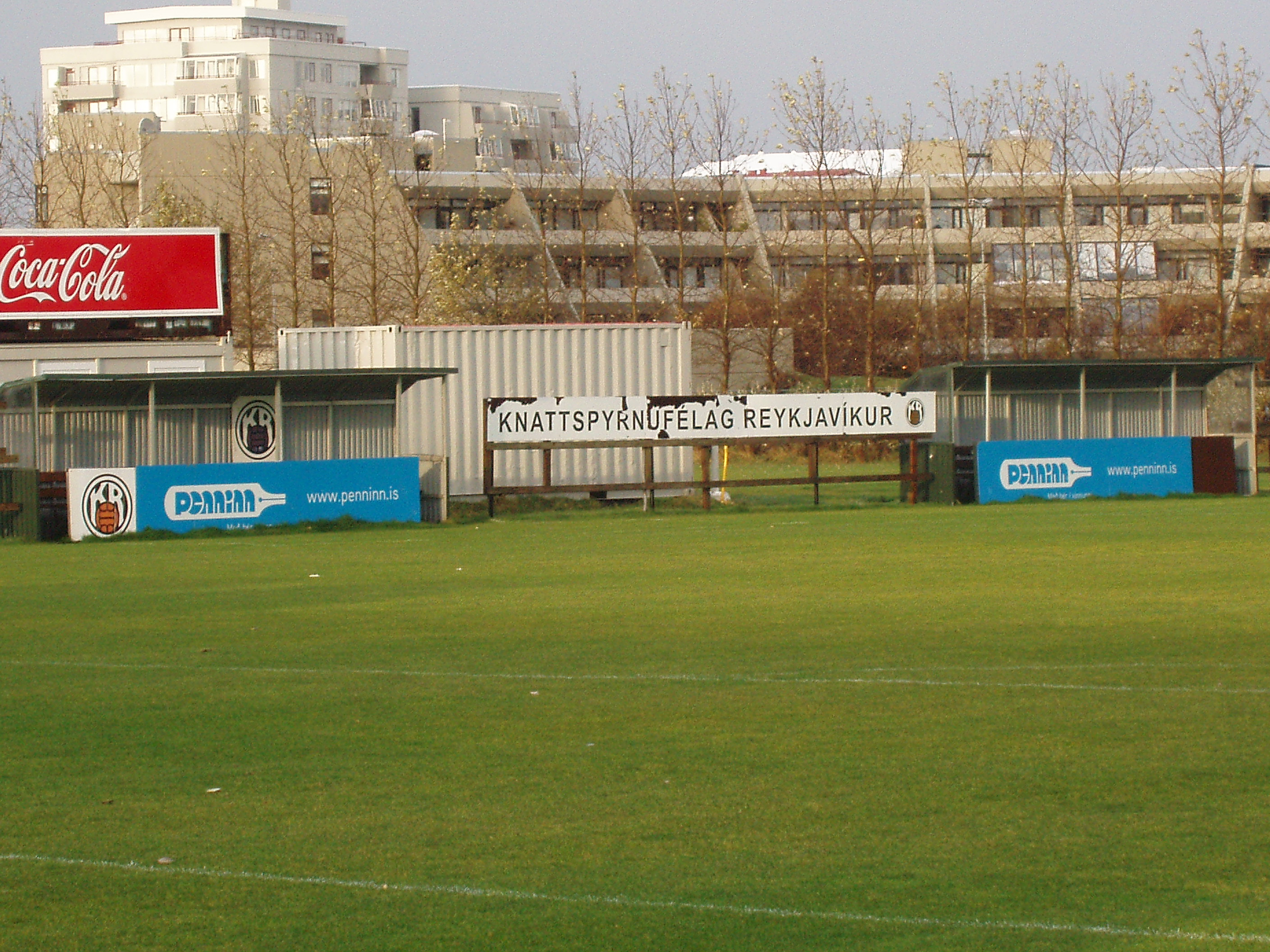
A főlelátóval szembeni kispadok
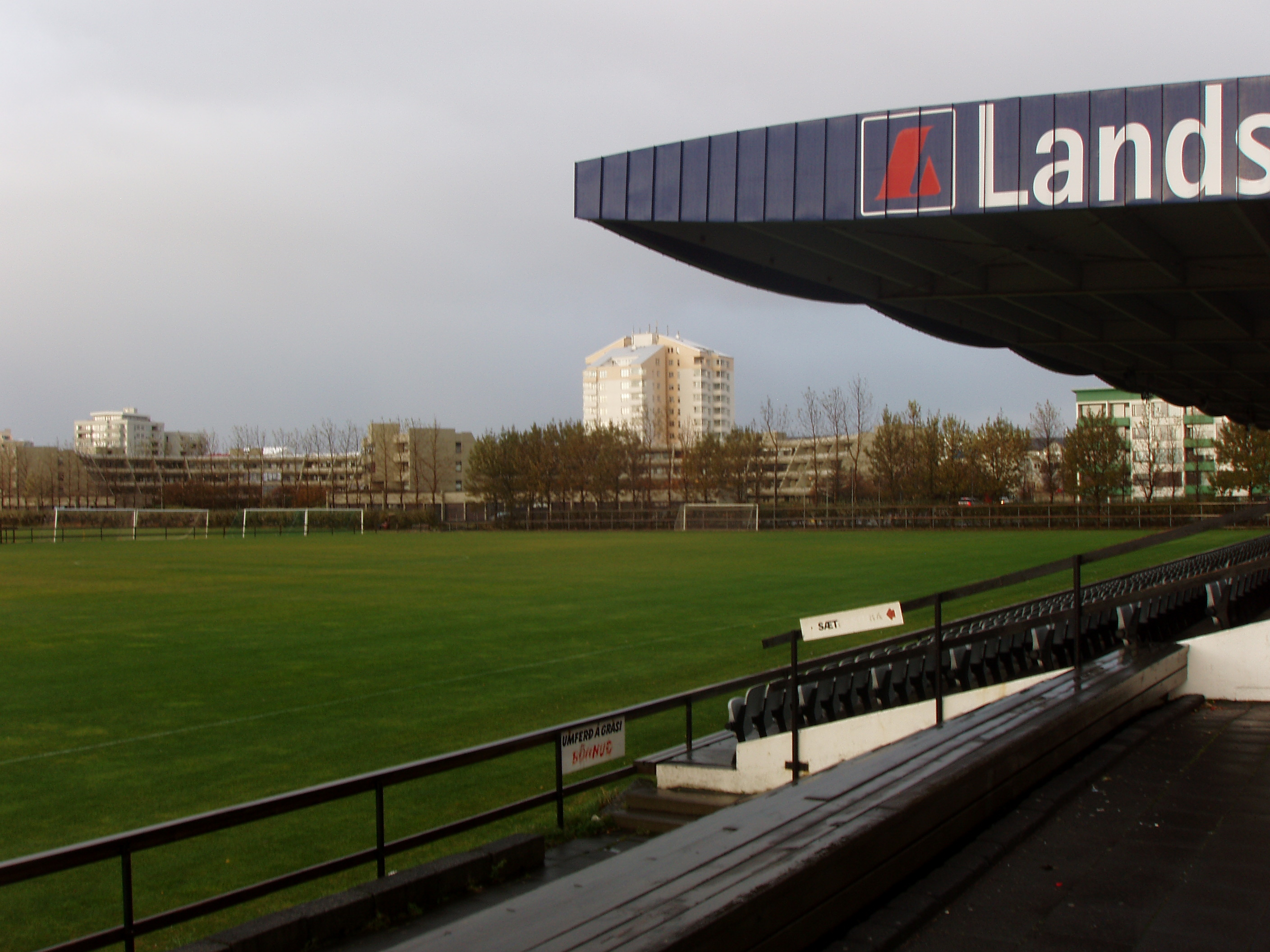
A pálya
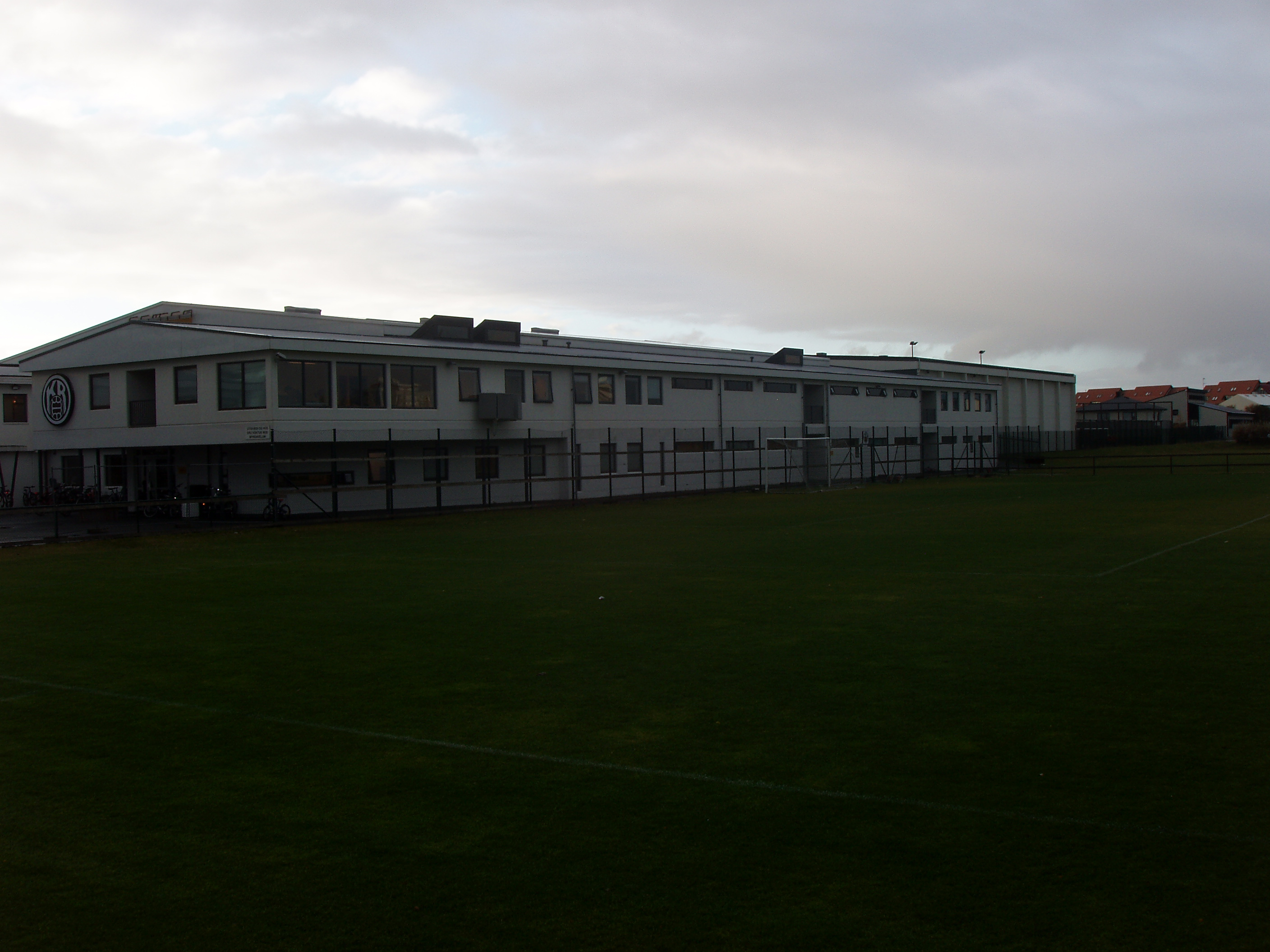
A csapat épülete a pálya mellett